# American Viticultural Area
American Viticultural Area eller AVA, er et område i USA, hvor der dyrkes druer. Området skal georgrafisk kunne skelnes fra tilgrænsende områder. Grænserne for områderne defineres af den amerikanske regering, nærmere betegnet af Alcohol and Tobacco Tax and Trade Bureau, et kontor under Department of Treasury, USA's finansministerium. Områdets grænser fastlægges ofte på begæring fra vinavlere og –producenter i området.
Et AVA svarer ikke helt til en fransk appellation eller en italiensk Indicazione Geografica Typica, da AVA'erne udelukkende er geografisk begrænsede og ikke stiller krav til druesorter, produktionsmetode eller lignende.
Det første AVA blev godkendt i 1980, og i dag findes der 242 (septembber 2018) godkendte AVA'er i USA.

## Krav
For at et AVA kan godkendes, skal områdets navn være kendt som refererende til det pågældende område. Eksempelvis kan AVA'et Yadkin Valley AVA kun godkendes, fordi dette begreb i forvejen refererer til det samme geografiske område, som AVA'et skal dække. Desuden skal grænserne for AVA'et være officielle, og det skal kunne dokumenteres, at der i området hersker særlige forhold, som gør at vindyrkningen her, kan adskilles fra områder uden for AVA'et, fx klima, jordbundsforhold, højde osv.
Et AVA kan dække over områder i flere stater, fx Ozark Mountain AVA, der ligger i staterne Arkansas, Missouri og Oklahoma. AVA'er kan også overlappe hinanden. Central Coast AVA i Californien har blandt andre San Francisco Bay Area AVA, liggende inden for sine grænser. Santa Clara Valley AVA ligger på sin side inden for grænserne af San Francisco Bay Area AVA.
For at en vinproducent må bruge AVA betegnelsen, skal minimum 85% af de druer, der indgår i vinen være dyrket inden for AVA'ets grænser, men AVA betegnelsen fortæller ikke om vinenes kvalitet.

## Fordeling af AVA'er
Langt de fleste AVA ligger på USA's vestkyst. Californien har flest med 139 godkendte AVA'er. Oregon har 14 AVA'er, Washington har 6 AVA'er, mens 3 AVA'er ligger i både Oregon og Washington og et enkelt i både Oregon og Idaho.
I USA's østlige kyststater ligger 27 AVA'er, heraf 8 i New York og 6 i Virginia (det ene deles med West Virginia). I ikke-kyststater ligger 29 AVA'er, heraf 8 i Texas. Der er også godkendte AVA'er i blandt andre staterne Louisiana, Mississippi, Arizona, Colorado, New Mexico og Illinois foruden flere andre stater.